# Ар-Райес, Рафка Пьетра Хобок
Рафќа Пье́тра Хобо́к Ар-Райе́с  (араб. رفقا بطرسيّة شبق ألريّس‎; 29 июня 1832, Химлайя, Ливан — 23 марта 1914, Батрун, Ливан) — святая Римско-Католической и Маронитской Церквей, монахиня.

## Биография
Рафка Пьетра Хобок Ар-Райес родилась 29 июня 1832 года в небольшой ливанской деревне в семье крестьян католиков-маронитов. После смерти матери была вынуждена работать домашней прислугой. После возвращения домой решила поступить в женский монастырь святого Антония. 10 февраля 1856 года приняла монашеские обеты. С 1871 по 1897 год находилась в монастыре Aïtou, потом была переведена в монастырь святого Иосифа в городе Батрун, где она провела оставшуюся жизнь до своей смерти. Последние годы её жизни были отмечены серьёзной болезнью, из-за которой она ослепла. Умерла 23 марта 1914 года.

## Прославление
17 ноября 1985 года Рафка Пьетра Хобок Ар-Райес была причислена к лику блаженных папой Иоанном Павлом II, им же она была причислена к лику святых 10 июня 2001 года.
День памяти в католической церкви — 23 марта.

## Источник
- Osservatore Romano : 1985 n.46 — n.48 — 2001 n.24 p. 1.4 — n.25 p. 4-5